# Seaforth (Écosse)
Pour les articles homonymes, voir Seaforth.
Seaforth est une île du Royaume-Uni située en Écosse dans les Hébrides extérieures.